# Programdistributionsmodell
En programdistributionsmodell är en metod för att skicka datorprogram (mjukvara) till deras användare, hantera de immateriella rättigheterna för dem (upphovsrätt etc), och att i förekommande fall ta betalt för programmen.

## Finansieringsmodeller
Många datorprogram har en inköps- eller abonnemangsavgift. Några undantag är gratisprogram, shareware och donationware.

## Rättighetsmodeller
Proprietär programvara är programvara som är skyddad av upphovsrätt, och utvecklaren alltså begär att användaren accepterar ett användaravtal. Alternativ är fri programvara, öppen källkod och programvarulicens.